# Agrotera mysolalis
Agrotera mysolalis là một loài bướm đêm trong họ Crambidae.